# Joana d'Àustria i de Portugal
Joana d'Àustria i de Portugal (Madrid, 24 de juny de 1535 - El Escorial, 7 de setembre de 1573) va ser una infanta de Castella i Aragó i arxiduquessa d'Àustria, esdevinguda princesa de Portugal per matrimoni. Casada amb el príncep Joan de Portugal, va donar a llum al futur rei Sebastià I, però ella no va arribar a ser reina de Portugal a causa de la mort prematura del seu marit. Després, el seu germà, Felip II, la va designar governadora dels seus regnes durant la seva absència.

## Orígens
Va néixer el 24 de juny de 1535, a l'alba del dia de Sant Joan, a la cort establerta llavors a Madrid. Va ser la cinquena filla de l'emperador Carles V del Sacre Imperi Romanogermànic i de la seva esposa Isabel de Portugal. Era neta per línia paterna dels reis Felip I i Joana I de Castella, i per línia materna ho era de Manuel I de Portugal i de Maria d'Aragó. Va ser germana del rei Felip II de Castella.

## Estada a Portugal
Es casà el 7 de desembre de 1552 a la ciutat castellana de Toro amb el príncep hereu Joan de Portugal, fill del seu cosí Joan III de Portugal i la seva tieta Caterina d'Àustria. De la unió en va néixer un únic fill pòstum: el futur rei Sebastià I de Portugal.
La mort del príncep hereu es va produir mentre Joana era embarassada, pel que el naixement del nou príncep i hereu de la corona va ser un moment molt esperat a Portugal. Sebastià esdevindria rei molt jove el 1557 a la mort del sogre de Joana.

## Governadora dels regnes
Després del naixement, el rei Felip II de Castella, que havia de marxar a Anglaterra per casar-se amb la reina Maria I, va disposar que la seva germana tornés a Castella per exercir com a governadora dels regnes en absència seva. La infanta va sortir de Lisboa el 17 de maig de 1554 cap a Valladolid, aleshores seu de la cort.
A banda de l'acció de govern en absència del seu germà, la infanta tenia unes conviccions religioses profundes i va donar almoines a diversos convents i hospitals, i entre les seves obres destaca la fundació del convent de Descalzas Reales a Madrid el 1559, pertanyent a l'orde de Santa Clara i ubicat al mateix palau que havia estat propietat del seu pare, l'afavoriment de la fundació de San Felipe el Real, i la dotació del Col·legi de Sant Agustí d'Alcalá i el dels Jesuïtes.

## Mort
Joana d'Àustria va morir a El Escorial el 7 de setembre de 1573. Va deixar ordenat que el seu cos fos sebollit en el monestir de Descalzas Reales que ella havia fundat. Traslladat amb tota la pompa, va ser dipositat a la capella de la dreta de l'altar de l'església del convent fins que va estar enllestit el sepulcre del costat de l'epístola, feta amb marbre i jaspi, amb una estàtua orant de marbre blanc, obra de Pompeo Leoni.